# Roger Cotes
Roger Cotes (født 10. juli 1682 i Burbage, Leicestershire, død 5. juni 1716 i Cambridge) var en engelsk matematiker. 
Cotes var fra 1706 professor i astronomi og eksperimentalfysik i Cambridge. Foruden afhandlinger i Philosophical Transactions har han skrevet flere efter hans død udgivne værker, behandlende integralregning, geometri, hydrostatik med mere, af hvilke kan fremhæves Harmonia mensurarum (1722), hvori han fremsætter den vigtige sætning om et punkts polarlinie med hensyn til en kurve.